# Lijst van voetbalinterlands Ecuador - Jamaica
Deze lijst van voetbalinterlands is een overzicht van alle officiële voetbalwedstrijden tussen de nationale teams van Ecuador en Jamaica. De landen speelden tot op heden vijf keer tegen elkaar. De eerste ontmoeting, een vriendschappelijke wedstrijd, werd gespeeld op 4 oktober 1996 in Ambato. De laatste wedstrijd, een groepswedstrijd tijdens de Copa América 2024, vond plaats op 26 juni 2024 in Paradise (Verenigde Staten).

## Wedstrijden
| № | Plaats   | Datum            | Competitie        | Wedstrijd         | Uitslag |
| - | -------- | ---------------- | ----------------- | ----------------- | ------- |
| 1 | Ambato   | 4 oktober 1996   | Vriendschappelijk | Ecuador – Jamaica | 2 – 1   |
| 2 | New York | 12 augustus 2009 | Vriendschappelijk | Ecuador – Jamaica | 0 – 0   |
| 3 | Quito    | 2 september 2011 | Vriendschappelijk | Ecuador – Jamaica | 5 – 2   |
| 4 | Harrison | 7 september 2018 | Vriendschappelijk | Ecuador – Jamaica | 2 – 0   |
| 5 | Paradise | 26 juni 2024     | Copa América 2024 | Ecuador − Jamaica | 3 − 1   |

## Samenvatting
| Competitie        | Totaal gespeeld | Winst Ecuador | Gelijk | Winst Jamaica | Doelsaldo Ecuador – Jamaica |
| ----------------- | --------------- | ------------- | ------ | ------------- | --------------------------- |
| Copa América      | 1               | 1             | 0      | 0             | 3 − 1                       |
| Vriendschappelijk | 4               | 3             | 1      | 0             | 9 − 3                       |
| Totaal            | 5               | 4             | 1      | 0             | 12 − 4                      |

Wedstrijden bepaald door strafschoppen worden, in lijn met de FIFA, als een gelijkspel gerekend.

## Details

### Eerste ontmoeting
| Vriendschappelijk (Ambato, Ecuador, 4 oktober 1996): |              | |
| Ecuador | 2 – 1        | Jamaica |
| Agustín Delgado 19' Agustín Delgado 90+2' | goals        | 43' Onandi Lowe |
| Francisco Maturana | bondscoach   | René Simões |
| Carlos Luis Morales 46' Juan Carlos Burbano Máximo Tenorio 46' Alberto Montaño Edmundo Méndez Iván Hurtado 46' Gilson Simoes Oswaldo de la Cruz Héctor Carabalí 60' Ángel Fernández Agustín Delgado | opstellingen | Warren Barrett Durrant Brown Linval Dixon Gregory Messam Fabian Davis 72' Donald Stewart Peter Cargill 40' Hector Wright Theodore Whitmore 88' Onandi Lowe Walter Boyd |
| José Cevallos 64' Eduardo Smith 46' Alfonso Obregón 46' Jorge Díaz 60' | wissels      | 40' Garth Peterkin 72' Ian Goodison 88' Paul Davis |
| | rode kaarten | 76' Peter Cargill |

### Tweede ontmoeting
| Vriendschappelijk (New York , Verenigde Staten, 12 augustus 2009): |              | |
| Ecuador | 0 – 0        | Jamaica |
| | goals        | |
| Sixto Vizuete | bondscoach   | Theodore Whitmore |
| José Cevallos 46' Miguel Ibarra 80' Iván Hurtado Julio Fleitas David Quiroz 51' Christian Noboa Jefferson Montero 75' Walter Ayoví Segundo Castillo Carlos Tenorio 65' Joao Rojas | opstellingen | Dwayne Miller Jermaine Taylor Shavar Thomas Andy Williams Khari Stephenson 72' Dane Richards Demar Phillips Jason Morrison 65' Devon Hodges 78' Eric Vernan 55' Luton Shelton |
| Marcelo Elizaga 46' Pablo Palacios 51' Holger Matamoros 65' Isaac Mina 75' Jorge Guagua 80'                                                                                       | wissels      | 55' Omar Cummings 65' Keammar Daley 72' Navion Boyd 78' Lovel Palmer |

### Derde ontmoeting
| Vriendschappelijk (Quito, Ecuador, 2 september 2011): |              | |
| Ecuador | 5 – 2        | Jamaica |
| Jaime Ayoví 20' Christian Suárez 39' Cristian Benítez 45' Cristian Benítez 51' Segundo Castillo 65'                                                                                             | goals        | 56' Omar Cummings 66' Demar Phillips |
| Reinaldo Rueda | bondscoach   | Theodore Whitmore |
| Adrián Bone Geovanny Caicedo Frickson Erazo Walter Ayoví 70' Luis Saritama 75' Edison Méndez 61' Segundo Castillo 75' Christian Suárez 61' Cristian Benítez 72' Jaime Ayoví Juan Carlos Paredes | opstellingen | Dwayne Miller 54' Rodolph Austin Xavian Virgo 69' Adrian Reid Shavar Thomas 54' Keneil Moodie Damian Williams 60' Je-Vaughn Watson 46' Dane Richards Demar Phillips Omar Cummings |
| Isaac Mina 61' Gabriel Achilier 61' David Quiroz 70' Iván Kaviedes 72' Marwin Pita 75' Alex Bolaños 75'                                                                                         | wissels      | 46' Ryan Johnson 54' Richard Edwards 54' Troy Smith 60' Eric Vernan 69' Montrose Phinn                                                                                            |

FEF · A-internationals · Bondscoaches · Selecties · Statistieken · Ecuadoraans vrouwenelftal · Olympisch elftal · Ecuador U21 · Ecuador U20 · Ecuador U18 · Ecuador U17
1938 – 1949 ·
1950 – 1959 ·
1960 – 1969 ·
1970 – 1979 ·
1980 – 1989 ·
1990 – 1999 ·
2000 – 2009 ·
2010 – 2019 ·
2020 − 2029
WK 2002 · 
WK 2006 · 
WK 2014
1938 · 
1939 · 
1940 · 
1941 · 
1942 · 
1943 · 1944 · 
1945 · 
1946 · 
1947 · 
1948 · 
1949 · 
1950 · 1951 · 1952 · 
1953 · 
1954 · 
1955 · 
1956 · 
1957 · 
1958 · 
1959 · 
1960 · 
1961 · 1962 · 
1963 · 
1964 · 
1965 · 
1966 · 
1967 · 1968 · 
1969 · 
1970 · 
1971 · 
1972 · 
1973 · 
1974 · 
1975 · 
1976 · 
1977 · 
1978 · 
1979 · 
1980 · 
1981 · 
1982 · 
1983 · 
1984 · 
1985 · 
1986 · 
1987 · 
1988 · 
1989 · 
1990 · 
1991 · 
1992 · 
1993 · 
1994 · 
1995 · 
1996 · 
1997 · 
1998 · 
1999 · 
2000 · 
2001 · 
2002 · 
2003 · 
2004 · 
2005 · 
2006 · 
2007 · 
2008 · 
2009 · 
2010 · 
2011 · 
2012 · 
2013 · 
2014 · 
2015 · 
2016 · 
2017 ·
2018 ·
2019 ·
2020 ·
2021 ·
2022
Argentinië ·
Armenië ·
Australië ·
Bolivia · 
Brazilië ·
Bulgarije ·
Canada ·
Chili ·
Colombia ·
Costa Rica ·
Cuba ·
Denemarken ·
DDR ·
Duitsland ·
El Salvador ·
Engeland ·
Estland ·
Finland ·
Frankrijk ·
Griekenland ·
Guatemala ·
Haïti ·
Honduras ·
Ierland ·
Irak ·
Iran ·
Italië ·
Jamaica ·
Japan ·
Joegoslavië ·
Jordanië ·
Kaapverdië ·
Koeweit ·
Kroatië · 
Libanon ·
Mexico ·
Nederland ·
Nigeria ·
Noord-Macedonië ·
Oeganda ·
Oman ·
Panama ·
Paraguay ·
Peru ·
Polen ·
Portugal ·
Qatar ·
Roemenië ·
Saoedi-Arabië ·
Schotland ·
Senegal ·
Spanje ·
Trinidad en Tobago ·
Turkije · 
Uruguay ·
Venezuela ·
Verenigde Staten ·
Wit-Rusland ·
Zambia ·
Zuid-Afrika ·
Zuid-Korea ·
Zweden ·
Zwitserland
Costa Rica (2006) · 
Duitsland (2006) · 
Engeland (2006) · 
Frankrijk (2014) · 
Honduras (2014) · 
Nederland (2022) · 
Polen (2006) · 
Qatar (2022) · 
Zwitserland (2014)
JFF · A-internationals · Bondscoaches · Selecties · Statistieken · Jamaicaans vrouwenelftal · Olympisch elftal · Jamaica U21 · Jamaica U19 · Jamaica U17
1920 – 1959 · 
1960 – 1969 · 
1970 – 1979 · 
1980 – 1989 · 
1990 – 1999 · 
2000 – 2009 · 
2010 – 2019 · 
2020 – 2029
Gold Cup 1991 · 
Gold Cup 1993 · 
Gold Cup 1998 · 
Gold Cup 2000 · 
Gold Cup 2003 · 
Gold Cup 2005 · 
Gold Cup 2009 · 
Gold Cup 2011 · 
Gold Cup 2015
Copa América 2015
WK 1998
1925 · 
1926 · 
1927–1929 · 
1930 · 
1931 · 
1932 · 
1933–1934 · 
1935 · 
1936 · 
1937 · 
1938 · 
1939–1946 · 
1947 · 
1948 · 
1949 · 
1950 · 
1951 · 
1952 · 
1953 · 
1954–1956 · 
1957 · 
1958 · 
1959 · 
1960 · 
1961 · 
1962 · 
1963 · 
1964 · 
1965 · 
1966 · 
1967 · 
1968 · 
1969 · 
1970 · 
1971 · 
1972 · 
1973 · 
1974 · 
1975 · 
1976 · 
1977 · 
1978 · 
1979 · 
1980 · 
1981 · 
1982 · 
1983 · 
1984 · 
1985 · 
1986 · 
1987 · 
1988 · 
1989 · 
1990 · 
1991 · 
1992 · 
1993 · 
1994 · 
1995 · 
1996 · 
1997 · 
1998 · 
1999 · 
2000 · 
2001 · 
2002 · 
2003 · 
2004 · 
2005 · 
2006 · 
2007 · 
2008 · 
2009 · 
2010 · 
2011 · 
2012 · 
2013 · 
2014 · 
2015 · 
2016 ·
2017 ·
2018 ·
2019 ·
2020 ·
2021 ·
2022 ·
2023 ·
2024
Amerikaanse Maagdeneilanden ·
Antigua en Barbuda ·
Argentinië ·
Aruba ·
Australië ·
Bahama's ·
Barbados ·
Bermuda ·
Bolivia ·
Brazilië ·
Britse Maagdeneilanden ·
Bulgarije ·
Canada ·
Chili ·
China ·
Colombia ·
Costa Rica ·
Cuba ·
Curaçao ·
Dominica ·
Dominicaanse Republiek ·
Ecuador ·
Egypte ·
El Salvador ·
Engeland ·
Frankrijk ·
Ghana ·
Grenada ·
Guatemala ·
Guyana ·
Haïti ·
Honduras ·
Ierland ·
India ·
Indonesië ·
Iran ·
Japan ·
Jordanië ·
Kaaimaneilanden ·
Kameroen ·
Kroatië ·
Maleisië ·
Marokko ·
Mexico ·
Nederlandse Antillen ·
Nicaragua ·
Nieuw-Zeeland ·
Nigeria ·
Noord-Macedonië ·
Noorwegen ·
Panama ·
Paraguay ·
Peru ·
Puerto Rico ·
Qatar ·
Saint Kitts en Nevis ·
Saint Lucia ·
Saint Vincent en de Grenadines ·
Saoedi-Arabië ·
Servië ·
Suriname ·
Trinidad en Tobago ·
Uruguay ·
Venezuela ·
Verenigde Staten ·
Vietnam ·
Wales ·
Zambia ·
Zuid-Afrika ·
Zuid-Korea ·
Zweden ·
Zwitserland